# Antycesarz
Antycesarz – kontrkandydat do władzy wobec legalnie panującego cesarza, często sprawujący władzę na części terytorium państwa.